# Keleti nikátor
A keleti nikátor vagy barnafejű bülbül (Nicator gularis) a verébalakúak (Passeriformes) rendjébe, ezen belül a Nicatoridae családba és a Nicator nembe tartozó, 20-23 centiméter hosszú madárfaj.  A Dél-afrikai Köztársaság, Kenya, Malawi, Mozambik, Szomália, Szváziföld, Tanzánia, Zambia és Zimbabwe szubtrópusi, trópusi száraz erdőkön, szavannákon él. Rovarokkal táplálkozik.

## Fordítás
- Ez a szócikk részben vagy egészben  az   Eastern nicator című angol Wikipédia-szócikk ezen változatának fordításán alapul.  Az eredeti cikk szerkesztőit annak laptörténete sorolja fel. Ez a jelzés csupán a megfogalmazás eredetét és a szerzői jogokat jelzi, nem szolgál a cikkben szereplő információk forrásmegjelöléseként.